# Udhra ibn Abd-Al·lah al-Fihrí
Udhra ibn Abd-Al·lah al-Fihrí (àrab: عذرة بن عبد الله الفهري, ʿUḏra ibn ʿAbd Allāh al-Fihrī) fou valí de l'Àndalus (726).
Va ser nomenat interinament valí de l'Àndalus, nomenat pels mateixos andalusins a la mort del seu antecessor, Ànbassa al-Kalbí. Va ser substituït al cap de dos mesos pel nou valí, Yahya al-Kalbí.